# Catillon-du-Temple
Catillon-du-Temple est une localité de Nouvion-et-Catillon et une ancienne commune française, située dans le département de l'Aisne en région Hauts-de-France.

## Toponymie
C'est une ordonnance du 7 septembre 1845 qui unira les communes de Nouvion-l'Abbesse et Catillon-du-Temple sous le nom de Nouvion-et-Catillon.

Catillon-du-Temple est un ancien hameau de la commune de Nouvion-et-Catillon attesté sous les formes Castellio (1197) ; Chastillon-du-Temple (1409) ; Chastillon (1518) ; Chastellon (1525) ; Castillon (1603) ; Castillion-du-Temple (1607) ; Catillion (1710) ; Chatillon-du-Temple (1729) ; Cathillon-du-Temple (1733).

Ce toponyme doit représenter un dérivé bas-latin de castellum « Castellione » , employé avec le sens de « petite forteresse ». Le château de Catillon-du-Temple est construit  au début du XIIe siècle par Thomas de Marle.

Le déterminant complémentaire a été ajouté en souvenir des chevaliers de l'ordre du Temple.

La petite Maison du Temple qui s'y trouvait est mentionnée pour la première fois dans une charte de 1204, émanant de Wibert, abbé de Saint-Martin de Laon, qui, avec l'assentiment de ses religieux, donna alors aux Templiers, demeurant à Catillon, « apud Castilionem commorantes », tout ce que son église possédait au territoire de Richecourt, dépendance de Mesbrecourt, en terres, prés, pâturages, censives, rentes, etc., moyennant une rente ou pension annuelle de 17 « jalois » de froment par an, mais sous la réserve de la pêcherie dans la rivière de la Serre qui coule sous Richecourt. Elle réapparaît autour de 1232, à l'occasion d'un conflit avec les chanoines Prémontrés de Saint-Martin de Laon.

## Histoire
La commune de Catillon-du-Temple a été créée lors de la Révolution française. Le 7 septembre 1845, elle est supprimée par ordonnance et elle fusionne avec la commune voisine de Nouvion-l'Abbesse. La nouvelle entité prend le nom de Nouvion-et-Catillon.

## Administration
Jusqu'à sa fusion avec Nouvion-l'Abbesse en 1845, la commune faisait partie du canton de Crécy-sur-Serre dans le département de l'Aisne. Elle appartenait aussi à l'arrondissement de Laon depuis 1801 et au district de Laon entre 1790 et 1795. La liste des maires de Catillon-du-Temple est :
| Période                                  | Période | Identité | Étiquette | Qualité |
| ---------------------------------------- | ------- | -------- | --------- | ------- |
|                                          |         |          |           |         |
| Les données manquantes sont à compléter. |         |          |           |         |

## Démographie
Jusqu'en 1845, la démographie de Catillon-du-Temple était :
| 1793 | 1800 | 1806 | 1821 | 1831 | 1836 | 1841 |
| ---- | ---- | ---- | ---- | ---- | ---- | ---- |
| 17   | 16   | 18   | 17   | 16   | 50   | 47   |

## Patrimoine
Chapelle templière de Nouvion-et-Catillon.